# Мугунга, Ив
Ив Мугунга (руанда , фр. и англ. Yves Mugunga; род. 1 мая 1997, Руанда) — руандский футболист, нападающий клуба «Горилла». Выступал за сборную Руанды.

## Клубная карьера
Родился 1 мая 1997 года в Руанде. Начал профессиональную карьеру в клубе АПР. За 15 матчей забил 17 голов. В 2023 году перешёл как свободный агент в «Кийову». В составе клуба провёл 7 матчей забил 4 гола.
Летом 2024 года Ив перешёл в «Гориллу».

## Международная карьера
4 июня 2021 года в товарищеском матче против сборной ЦАР Мугунга дебютировал в составе национальной сборной Руанды.